# Nicholson-Halbinsel
Die Nicholson-Halbinsel ist eine 25 km lange und eisbedeckte Halbinsel an der Shackleton-Küste der antarktischen Ross Dependency. Sie ragt zwischen der Couzens Bay und dem Matterson Inlet in die Westflanke des Ross-Schelfeises hinein. 
Das Advisory Committee on Antarctic Names benannte sie 1965 nach Captain William M. Nicholson (* 1918), von der United States Navy, Stabschef der U.S. Antarctic Projects Officers im Rahmen der Operation Deep Freeze im Jahr 1964.